# 武昌市
武昌市，通稱武昌（郵政式拼音：Wuchang或Wuchan；威妥瑪拼音：Wu-ch'ang），簡稱「武」，是中華民國大陸時期湖北省的一个省轄市，首次成立于1926年12月。當時武昌縣的一部分劃出成立武昌市，武昌縣繼續保留。1927年4月，武昌市和漢口市合併成立武漢市。1929年4月，武漢市被廢除後，原武昌市地域歸還武昌縣。1929年6月，由於前武昌市地域不符合設市條件，但是又是湖北省省會所在地，於是從武昌縣劃出設立湖北省省會區。1946年再度恢復設立武昌市，面积约66平方公里，人口约31万，全市设8个区：中正、邻湖、首义、武胜、武泰、长春、雄楚、挹江。
1949年5月15日，中华民国華中軍政長官公署司令長官白崇禧乘飛機離开武漢。16日，中國人民解放軍進入漢口市市區。次日，中國人民解放軍分別進入武昌市和漢陽縣。至此，武漢三鎮均由解放軍接管。22日，成立武漢市軍事管制委員會。24日，武汉市人民政府成立，依照中国人民革命军事委员会及中原临时人民政府电令，以原汉口市、武昌市及汉阳县城区为武汉市辖区，武昌市再度撤銷。武昌市所在地域成为如今武汉市的青山区、武昌区、洪山区。

## 行政区划
1946年时武昌市第二次成立後分为以下8区，其中武泰区及挹江区为郊区，其余为市区，具体如下：
| 区名   | 区辖中心 |
| ------ | -------- |
| 中正区 | 中正路   |
| 邻湖区 | 彭刘杨路 |
| 长春区 | 大东门   |
| 雄楚区 | 粮道街   |
| 首义区 | 首义路   |
| 武胜区 | 积玉桥   |
| 武泰区 | 白沙洲   |
| 挹江区 | 徐家棚   |

## 高等教育
- 国立武汉大学